# نقاشی (فیلم ۲۰۲۳)
نقاشی (به انگلیسی: Paint) یک فیلم کمدی-درام آمریکایی محصول ۲۰۲۳ به نویسندگی و کارگردانی بریت مک‌آدامز است. اوون ویلسون، میکلا واتکینس، وندی مک‌لندن کاوی، سیارا رنه، لوسی فریر، لوئیسیا استراس و استیون روت در این فیلم به ایفای نقش پرداخته‌اند. این فیلم در ۷ آوریل ۲۰۲۳ منتشر شد.

## طرح داستان
تمرکز فیلم بر روی «کارل نارگل» است که نزدیک به سه دهه میزبان نمایش تلویزیونی شماره یک نقاشی در ورمانت بوده‌است. در حالی که زمزمه مهارت‌های منحصر به فرد کارل مدت‌هاست که بینندگان را از پیتسفیلد تا سنت آلبانز در هر قسمت نفس‌گیر تحت تأثیر قرار می‌دهد، شرکت تولیدی در نهایت یک نقاش جوان‌تر و بهتر را استخدام می‌کند که همه چیز (و هر کسی) را که کارل دوست دارد از او می‌دزدد.

## بازیگران
- اوون ویلسون در نقش کارل نارگل، شخصیتی خیالی که بر اساس باب راس ساخته شده‌است.[۲]
- میکلا واتکینس
- وندی مک‌لندن کاوی
- سیارا رنه
- لوئیسیا استراس
- استیون روت
- لوسی فریر
- دنی دیلون[۲]
- ایواندر داک جونیور[۲]
- ویل بلاگرو[۲]
- رایان چروانکو[۲]

## تولید
در سال ۲۰۱۰، فیلمنامه «Paint»، نوشته‌شده توسط بریت مک‌آدامز، در فهرست سیاه پرطرفدارترین فیلمنامه‌های تولید نشده آن سال قرار گرفت. در ۱۶ آوریل ۲۰۲۱، اعلام شد که اوون ویلسون، میکلا واتکینس، وندی مک‌لندن کاوی، سیارا رنه، لوئیسیا استراس و استیون روت برای بازی در این فیلم که مک‌آدامز نیز کارگردانی خواهد کرد، قرارداد امضا کرده‌اند. در ماه مه ۲۰۲۱، اعلام شد که لوسی فریر نیز به ایفای نقش خواهد پرداخت.
تصویربرداری اصلی از آوریل ۲۰۲۱ تا ژوئن ۲۰۲۱ در آلبانی، نیویورک انجام شد.

## انتشار
نقاشی در ابتدا قرار بود توسط آی‌اف‌سی فیلمز در ۲۸ آوریل ۲۰۲۳ منتشر شود، اما به ۷ آوریل ۲۰۲۳ منتقل شد. این فیلم به‌طور انحصاری در ای‌ام‌سی پلاسی در ایالات متحده در اواخر سال ۲۰۲۳ پخش شد.